# مکنزی اسکات
مکنزی اسکات (به انگلیسی: MacKenzie Scott)؛ زادهٔ ۷ آوریل ۱۹۷۰ سابقاً بیزوس) رمان‌نویس و انسان‌دوست اهل ایالات متحده آمریکا و همسر پیشین جف بزوس است.
وی در سال ۱۹۹۳ با جف بزوس ازدواج کرد که بعداً بنیانگذار و مدیر عامل اجرایی آمازون شد و آنها را به ثروتمندترین زوج جهان تبدیل کرد. این زوج در ژانویه ۲۰۱۹ اعلام کردند که می‌خواهند از یکدیگر طلاق بگیرند.
در ماه مه سال ۲۰۱۹ مکنزی بزوس با ابتکار عمل، تعهد بخششی را امضا کرد تا دستکم نیمی از ثروت خود را به اهداف خیرخواهانه اهدا کند.
تا دسامبر ۲۰۲۴، دارایی خالص او طبق شاخص میلیاردرهای بلومبرگ، ۴۲٫۱ میلیارد دلار آمریکا تخمین زده شده است و مالک ۴٪ از سهام آمازون است. به این ترتیب، اسکات سومین زن ثروتمند در ایالات متحده و سی و هشتمین فرد ثروتمند در جهان است.
او به دلیل فعالیت‌های بشردوستانه‌اش شناخته شده است و متعهد شده است که حداقل نیمی از ثروتش را به امور خیریه اهدا کند. از سال ۲۰۱۹، او بیش از ۱۹ میلیارد دلار به سازمان‌های غیرانتفاعی مختلف کمک کرده است. روش اهدای او معمولاً بدون قید و شرط است و به سازمان‌ها اجازه می‌دهد تا از این کمک‌ها به بهترین نحو برای پیشبرد اهداف خود استفاده کنند.

## دوران کودکی
مکنزی در ۷ آوریل ۱۹۷۰ در سان فرانسیسکو، کالیفرنیا از یک پدر برنامه‌ریز مالی و یک مادر خانه‌دار زاده شد. او در سال ۱۹۸۸ از مدرسه Hotchkiss در کنتیکت فارغ‌التحصیل شد.

## زندگی با جف بزوس
در سال ۱۹۹۲ مکنزی به عنوان همکار پژوهشی جف بزوس در D. E. Shaw (یک صندوق محافظت از شهر نیویورک) مشغول به کار شد. آنها در سال ۱۹۹۳ ازدواج کرده و در سال ۱۹۹۴ به سیاتل کوچ کردند. آنها چهار فرزند دارند. سه پسر این خانواده، فرزند مستقیم آنها است و یک دختر را از چین پذیرفته‌اند.
مکنزی در اوائل سال ۲۰۱۹ پس از ۲۵ سال زندگی مشترک از همسرش جف بیزوس جدا شد. علت این جدایی، درز رابطه پنهانی جف بزوس با یک مجری تلویزیونی به نام لورن سانچز در نشریه نشنال اینکوایر بود. این نشریه، پیامک‌های رد و بدل شده بین او را منتشر کرد. بر پایه گزارش نشنال اینکوایر بیزوس ماه‌ها با سانچز رابطه پنهانی داشته‌است.
در آوریل ۲۰۱۹ بزوس در توییتر خود اعلام کرد که به توافق طلاق ۳۵ میلیارد دلاری رسیده‌است و او را به عنوان سومین زن ثروتمند جهان تبدیل کرده‌است.

## تحصیلات
در سال ۱۹۹۲، تاتل مدرک لیسانس خود را در زبان انگلیسی در دانشگاه پرینستون به دست آورد. استاد سرشناس او تونی موریسون برنده جایزه نوبل ادبیات، دربارهٔ تاتل گفت: «تاتل یکی از بهترین دانش آموزانی است که من در کلاسهای نوشتن خلاق خود داشته‌ام.»

## نویسندگی
- آزمایش لوتر آلبرایت. ناشر:Fourth Estate. ۲۰۰۵. شابک ۹۷۸-۰-۰۰-۷۱۹۲۸۷-۸.[۱۶]
- تله‌ها. ناشر:Knopf. ۲۰۱۳. شابک ۹۷۸-۰-۳۰۷-۹۵۹۷۳-۷.[۱۷]

## جوایز
- جایزه کتاب آمریکا در سال ۲۰۰۶ برای کتاب آزمایش لوتر آلبرایت[۱۸]